# Robert III de Hesbaye
Pour les articles homonymes, voir Robert III.
Pour les articles homonymes, voir Hesbaye (homonymie).
Robert III de Hesbaye est un noble franc de la famille des Robertiens. Fils de Robert II de Hesbaye, il est attesté comme comte de Worms et d'Oberrheingau en 812-816.
Il épousa Waldrade, fille du comte Adrien d'Orléans, nièce d'Hildegarde, femme de Charlemagne, sœur d'Eudes d'Orléans et tante d'Ermentrude d'Orléans, femme de Charles II le Chauve. De ce mariage, ils eurent :
- quasi-certainement Robert le Fort († 866), marquis de Neustrie, et arrière-grand-père d'Hugues Capet ;
- probablement Eudes († 871), comte de Troyes ;
- probablement Adalhelm, comte de Laon, conseiller de Louis II le Bègue en 877 et père de Gautier, comte de Laon exécuté en 892.

Il mourut avant 834. Son fils présumé Robert le Fort hérita de ses comtés en 836.